# 陆建章
陸建章（1862年—1918年6月14日），字朗斎，号八庚，安徽蒙城人，北洋直系軍閥，主張南北和談，後遭皖系徐树铮刺殺。
陸建章早年因欣賞當時年輕隊官馮玉祥的表現，便和王化東作媒，撮合其妻劉氏之姪女劉德貞嫁給馮玉祥。後來冯玉祥为尋仇而於1925年綁架並殺害徐樹錚。

## 生平
1881年（光緒7年）他参加淮軍。1885年（光緒11年），他入学天津武備学堂。1887年（光緒13年），他担任该学堂教官。1895年（光緒21年）他参加袁世凱新建陸軍。此后他顺利升迁，1905年（光緒31年）任第6鎮第11協統領官。此后他历任山東曹州鎮总兵、广東高州鎮总兵、广東北海鎮总兵。
1911年（宣統3年）武昌起義之際，他因弃職而被罷免。此后他被滿清召還，任京防营务处总办。任内他曾帮助因参加滦州起義而被捕的馮玉祥获得释放。1912年（民国元年），他任北京总統府警衛軍参謀官、左路備補軍統領。后他升任警衛軍統領兼京畿军政执法处处長。
1914年（民国3年），其所属部隊改组为陆軍第7師，陸建章任该師師長兼豫陝剿匪督办。其后他在陝西省讨伐白朗。同年6月，他继陝西都督張鳳翽之后，任威武将軍督理陝西軍務（陝西将軍）。上任后裁撤陕军第一师、第二师和3个混成旅。陕军第四混成旅旅长陳樹藩重金贿赂陆，保住了官位、人马，还当上陕南镇守史。陆的第七师扩编了贾耀德第十五混成旅、冯玉祥第十六混成旅。1915年（民国4年）12月，袁世凱称帝，陸表示支持，获封一等伯爵。1916年护国战争爆发，袁世凱取消帝制，陸建章在陝西省的权威丧失。陸建章之子、秦军第一旅旅长陸承武在镇压革命派时被陳樹藩的部下胡景翼在富平县城埋伏、活捉。1916年（民国5年）5月9日，其属下陝北鎮守使兼渭北剿匪司令陳樹藩发动富平兵变宣布独立，陸建章与陳樹藩交涉，陳樹藩允诺护送陸建章及陸氏家眷安全离开，遂在5月18日，陸、陳二人合词致电北京及各省：「各行其是，庶幾兩不相妨，陝西全省治安，由樹藩以都督兼民政長名義，担負完全責任；建章老矣，卽當遄返都門，束身待罪，以明心跡，全個人交誼之私，而陝西護國軍總司令一職，由建章長子 —— 前秦軍第一旅旅長陸承武任之……同叩。巧」却因意外，未能离开西安，6月27日，陸建章才出发。
袁世凯死后，陸建章依違于张勋与段祺瑞二人之间。1917年（民国6年）7月，张勋復辟，他投向段祺瑞，担任讨逆军总司令部参谋，并利用第16混成旅旅长馮玉祥在北京政府内抬头。8月11日，他被授予将军府炳威将軍，同年他就任总統府高等軍事顧問。皖系同直系在如何对待南方政府的问题上发生路线对立，陸建章作为直系的重要幹部，在其中出谋划策。因此，段祺瑞的皖系对陸建章的反感加深。
1918年6月，督军团在天津开会，议论对西南用兵问题。力主南北和谈的冯国璋派陆建章赴天津，说服曹锟与李纯合作，反对段祺瑞的主战主张。6月13日陆建章由上海到天津，时为奉军副总司令的徐树铮请他到设在中州会馆的驻津奉军司令部一谈。6月14日，陆建章如约而往，徐树铮和奉军参谋长杨宇霆请他到花园密室中谈话，当陆走进花园的时候，被徐树铮的衛兵从后开枪击毙。享年57岁。
陆建章被杀案成为直皖两派分裂的导火索，最终导致1920年的直皖战争。